# Університет Вест-Індії
Університет Вест-Індії (UWI; англ. University of the West Indies)  — вищий навчальний заклад, що обслуговує низку держав та залежних територій Нового світу та Карибського регіону, де англійська мова є офіційною:
- Ангілья,
- Антигуа і Барбуда,
- Багамські Острови,
- Барбадос,
- Беліз,
- Бермудські острови,
- Британські Віргінські острови,
- Гаяна,
- Гренада,
- Домініка,
- Кайманові острови,
- Монтсеррат,
- Сент-Вінсент і Гренадини,
- Сент-Кіттс та Невіс,
- Сент-Люсія,
- Тринідад і Тобаго,
- Теркс і Кайкос,
- Ямайка.

Всі вищезазначені країни входять в Співдружність націй або відносяться до Британських заморських територій. 

## Історія
Університет був заснований 1948 року у формі коледжу Лондонського університету (установа першого кампусу на Ямайці). 1960 року Імперський Коледж Тропічної агрокультури (англ. Imperial College of Tropical Agriculture) був перетворений у другій кампус на Тринідаді. 1962 року коледж став самостійним вузом, а одразу після цього, 1963 року, був створений третій кампус на Барбадосі. 
Уродженець острова Сент-Люсії сер Вільям Артур Льюїс, англійський економіст та лауреат Нобелівської премії 1979 року, став першим віце-канцлером нового університету, в тоді як першим канцлером 1950 року стала Аліса, графиня Атлонська з британської королівської родини. 

## Кампуси
Три основних кампуса університету розташовані в містах: 
- Кінгстон (Ямайка)
- Сент-Августин (Тринідад і Тобаго)
- Кейв-Хілл (Барбадос)

Допоміжні кампуси розташовані в містах: 
- Маунт-Хоуп (Тринідад і Тобаго)
- Монтего-Бей (Ямайка)
- Нассау (Багамські Острови)

Решта країн-учасники обслуговуються т. зв. «Відкритим кампусом», філії якого є в кожній з них. 

## Відомі випускники
- Дерек Волкотт — лауреат Нобелівської премії з літератури 1992 року.
- Ллойд Ерскін Сендіфорд — прем'єр-міністр Барбадосу в 1987—1994 роках.
- Овен Артур — прем'єр-міністр Барбадосу в 1994—2008 роках.
- Девід Томпсон — прем'єр-міністр Барбадосу в 2008—2010 роках.
- Фріндел Стюарт — прем'єр-міністр Барбадосу c 2010 року.
- Дін Берроу — прем'єр-міністр Белізу c 2008 року.
- Ральф Гонсалвіш — прем'єр-міністр Сент-Вінсента та Гренадин c 2001 року.
- Кеннеді Сіммондс — прем'єр-міністр Сент-Кіттс і Невісу в 1980—1995 роках.
- Дензіл Дуглас — прем'єр-міністр Сент-Кіттс і Невісу з 1995 року.
- Патрік Огастус Мервін Маннінг — прем'єр-міністр Тринідаду та Тобаго в 1991-1995 роках і в 2001—2010 роках.
- Камла Персад-Біссессар — прем'єр-міністр Тринідаду та Тобаго з 2010 року.
- Мітчелл, Кіт — прем'єр-міністр Гренади в 1995—2008 роках  і c 2013 року.
- Тіллман Томас — прем'єр-міністр Гренади в 2008—2013 роках.
- Кенні Ентоні — прем'єр-міністр Сент-Люсії в 1997—2006 роках і c 2011 року.
- Персіваль Джеймс Паттерсон — прем'єр-міністр Ямайки в 1992—2006 роках.
- Брюс Голдінг — прем'єр-міністр Ямайки в 2007—2011 роках.
- Ендрю Холнесс — прем'єр-міністр Ямайки в 2011—2012 роках.
- Гордон Ролер — дослідник популярної культури Карибського басейну.